# Houston Street (metropolitana di New York)
Houston Street è una fermata della metropolitana di New York situata sulla linea IRT Broadway-Seventh Avenue. Nel 2019 è stata utilizzata da 4 496 793 passeggeri. È servita dalla linea 1 sempre e dalla linea 2 solo di notte.

## Storia
La stazione fu aperta il 1º luglio 1918. Venne ristrutturata nel 1994.

## Strutture e impianti
La stazione è sotterranea, ha due banchine laterali e quattro binari, i due esterni per i treni locali e i due interni per quelli espressi. È posta al di sotto di Varick Street e non ha un mezzanino, ognuna delle due banchine ospita infatti due gruppi di tornelli con due scale per il piano stradale, quelle nord portano all'incrocio con West Houston Street mentre quelle sud all'incrocio con King Street.

## Interscambi
La stazione è servita da alcune autolinee gestite da NYCT Bus.
- Fermata autobus